# 73 î.Hr.

## Nașteri
- dată necunoscută: Iulia Caesaris  (d. 54 î.Hr.)

## Decese
- dată necunoscută: Gaius Claudius Glaber  (n. ?)